# Walter Adametz
Walter Adametz (* 11. Oktober 1883 in Neumark; † 1967) war ein deutscher Ministerialbeamter.

## Leben und Tätigkeit
Nach dem Schulbesuch studierte Adametz Rechtswissenschaften. 1912 wurde er mit einer Arbeit über die Geschichte des gesetzlichen Rücktrittsrechts bei gegenseitigen Verträgen wegen Verzuges des einen Kontrahenten an der Universität Breslau zum Dr. jur. promoviert.
In der Zeit der Weimarer Republik war Adametz als Beamter beim Reichsinnenministerium in Berlin tätig. Bereits in der zweiten Hälfte der 1920er Jahre ist er mit der Bezeichnungen eines Oberregierungsrates a. D. nachweisbar. Daneben war er Geschäftsführer des von Hans Luther begründeten Lutherbundes, der sich einer „Erneuerung des Reiches“ verschrieben hatte. Adametz trat dabei insbesondere für eine Überwindung des Dualismus zwischen dem Reich (als Gesamtstaat) und dem Land Preußen als dem bei Weitem stärksten Bundesstaat im Zuge einer Reichsreform ein. Zudem gehörte er dem elitären Deutschen Herrenklub an.
Nach 1933 sah Adametz sich aufgrund seiner, nach nationalsozialistischen Maßstäben, jüdischen Abstammung Schikanen durch die nationalsozialistischen Machthaber ausgesetzt, sodass er 1939 schließlich in die Emigration ging. In Schlachtensee erinnert heute ein Stolperstein an ihn.
Nach 1945 kehrte Adametz nach Deutschland zurück.

## Schriften
- Die Geschichte des gesetzlichen Rücktrittsrechts bei gegenseitigen Verträgen wegen Verzuges des einen Kontrahenten, 1912. (Dissertation)
- Die deutsche Verwaltungs- und Verfassungsreform in Zahlen: eine vergleichende Darstellung der Staatsausgaben des Reiches und der Länder nach Verwaltungszwecken und Verwendungsarten im Rechnungsjahre 1927 unter besonderer Berücksichtigung des Verhältnisses von Steuerkraft und Verwaltungsaufwand, 1928. (Karl-Eugen Mössner)
- Die Reichsreform, Bd. 1 (Allgemeine Grundlagen für die Abgrenzung der Zuständigkeiten zwischen Reich, Ländern und Gemeindeverbänden), 1933. (zusammen mit Otto Gessler)
- Der Bonner Pensions- und Wiedergutmachungsfall und der Berliner PrV-Rentenfall des Dr. jur. Adametz, ca. 1964.